# Vlajka Bosny a Hercegoviny

Bosenskohercegovská vlajka
Poměr stran: 1:2

Vlajka Bosny a Hercegoviny je tvořena listem o poměru stran 1:2 se třemi svislými pruhy (částmi) o poměru šířek 53:100:47. Krajní pruhy (při žerďovém a vlajícím okraji) jsou modré, prostřední (čtvercový) je kosmo dělený, horní část je žlutá, dolní modrá. Pod přeponou prostřední části je sedm bílých, celých hvězd a dvě půlhvězdy, zasahujících i do žerďového pruhu. Hvězdy jsou opsány do pomyslné kružnice o průměru 19/100 šířky vlajky, Vzdálenost hvězd od přepony trojúhelníku není zákonem určena.
Vrcholy trojúhelníku mají symbolizovat tři národy Bosny a Hercegoviny: Chorvaty, Bosňáky a Srby. Počet hvězd, které reprezentují Evropu, je nekonečný, a proto procházejí shora dolů a jakoby přesahují přes list vlajky. Na vlajce je užito barev, které jsou spojovány s neutralitou a mírem: bílá, modrá a žlutá.

Rozměry bosenskohercegovské vlajky

## Historie
Bosna a Hercegovina nemá žádné historické státní barvy. Za dob osmanské nadvlády se používaly zelené a bílé vlajky s půlměsícem, po obsazení rakouskými vojsky byly za zemské barvy prohlášeny žlutá a červená. V době SFRJ zde byla užívána rudá vlajka, která měla v kantonu vloženu malou jugoslávskou vlajku. Po vyhlášení nezávislosti se začala používat vlajka s bílým pozadím a znakem, který ve 14. století používal Tvrtko I. Kotromanić. Chorvati a Srbové ale byli proti, protože si ji připodobnili k bosňáckému národu a tak byla zadána soutěž na vlajku novou. Žádný bosenský návrh se nesetkal s úspěchem, a tak ji představil nakonec vysoký představitel OSN Carlos Westendorp. Vlajka je neutrální; její barvy jsou převzaty z vlajky EU, tři cípy žlutého trojúhelníku symbolizují tři etnika. Poprvé obletěla svět při zahajovacím ceremoniálu Zimních olympijských her v Naganu, v roce 1998.

Vlajka Západní Hercegoviny (1760)
Vlajka revoluční Bosny (1830)
Vlajka Bosny a Hercegoviny (1875–1877)
Vlajka Bosny a Hercegoviny (1878)
Vlajka Bosny a Hercegoviny v rámci Rakouska-Uherska (1878–1908)
Vlajka Bosny a Hercegoviny v rámci Rakouska-Uherska (1908–1918)
Vlajka socialistické Bosny a Hercegoviny v rámci Jugoslávie (1945–1991)
Vlajka Bosny a Hercegoviny (1992–1998)
Vlajka Federace Bosny a Hercegoviny (1996–2007)[3]

## Návrhy státní vlajky

### První sled

První návrh inspirovaný českou vlajkou
Druhý návrh inspirovaný vlajkou OSN
Třetí návrh

### Druhý sled

První návrh
Druhý návrh

### Třetí sled

První návrh Carlose Westerndorpa
Druhý návrh Carlose Westerndorpa
Třetí návrh Carlose Westerndorpa

## Vlajky bosenskohercegovských entit

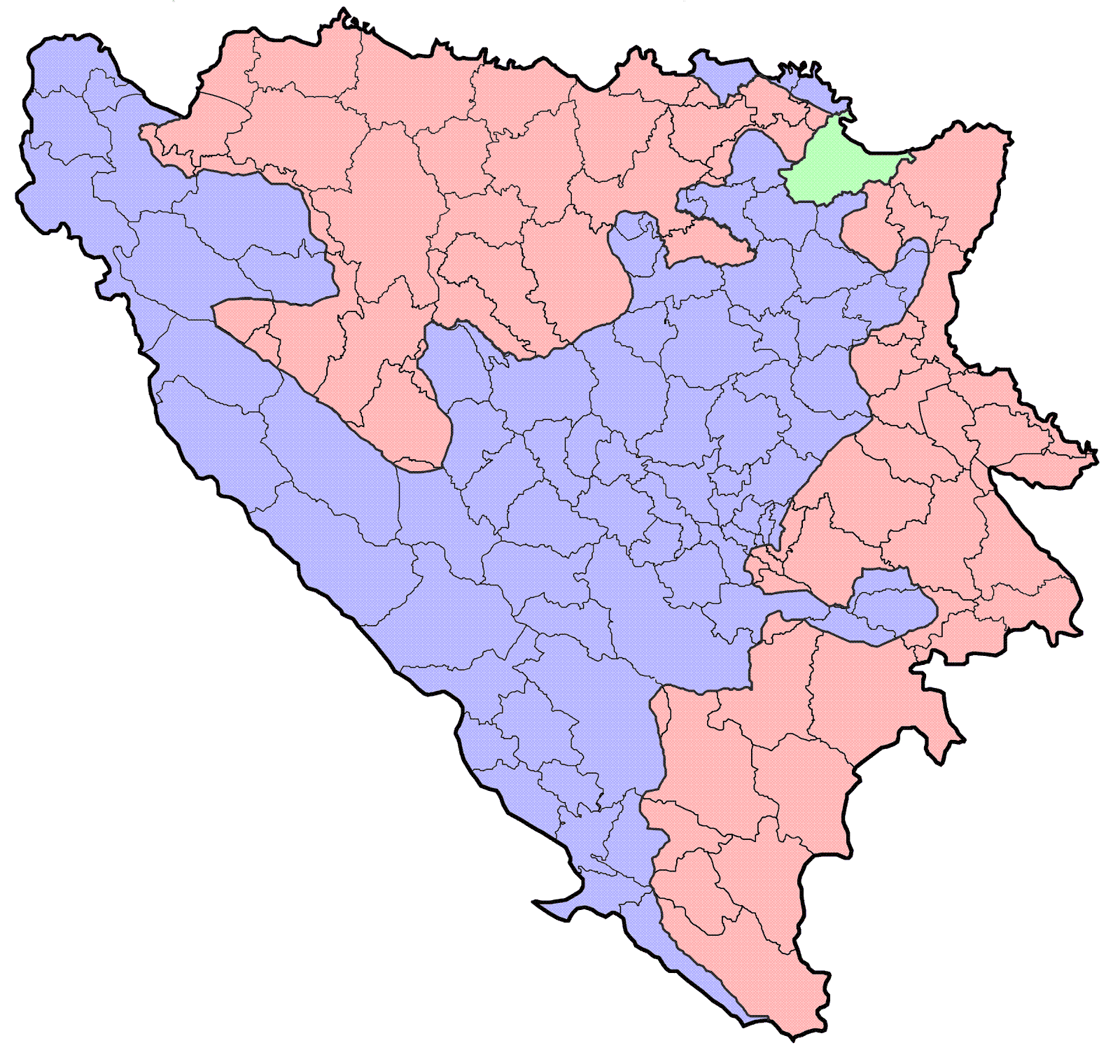
Administrativní dělení Bosny a Hercegoviny – Federace B a H (modrá), Republika srbská (červená) a Distrikt Brčko (zelená)

Bosna a Hercegovina je členěna na dvě, resp. tři samosprávní jednotky (entity):
- Federace Bosny a Hercegoviny – užívá státní vlajku
- Republika srbská – užívá vlastní vlajku
- Distrikt Brčko – spravovaný oběma entitami, užívá státní vlajku

Vlajka Republiky srbské Poměr stran: 1:2

## Vlaky bosenskohercegovských kantonů

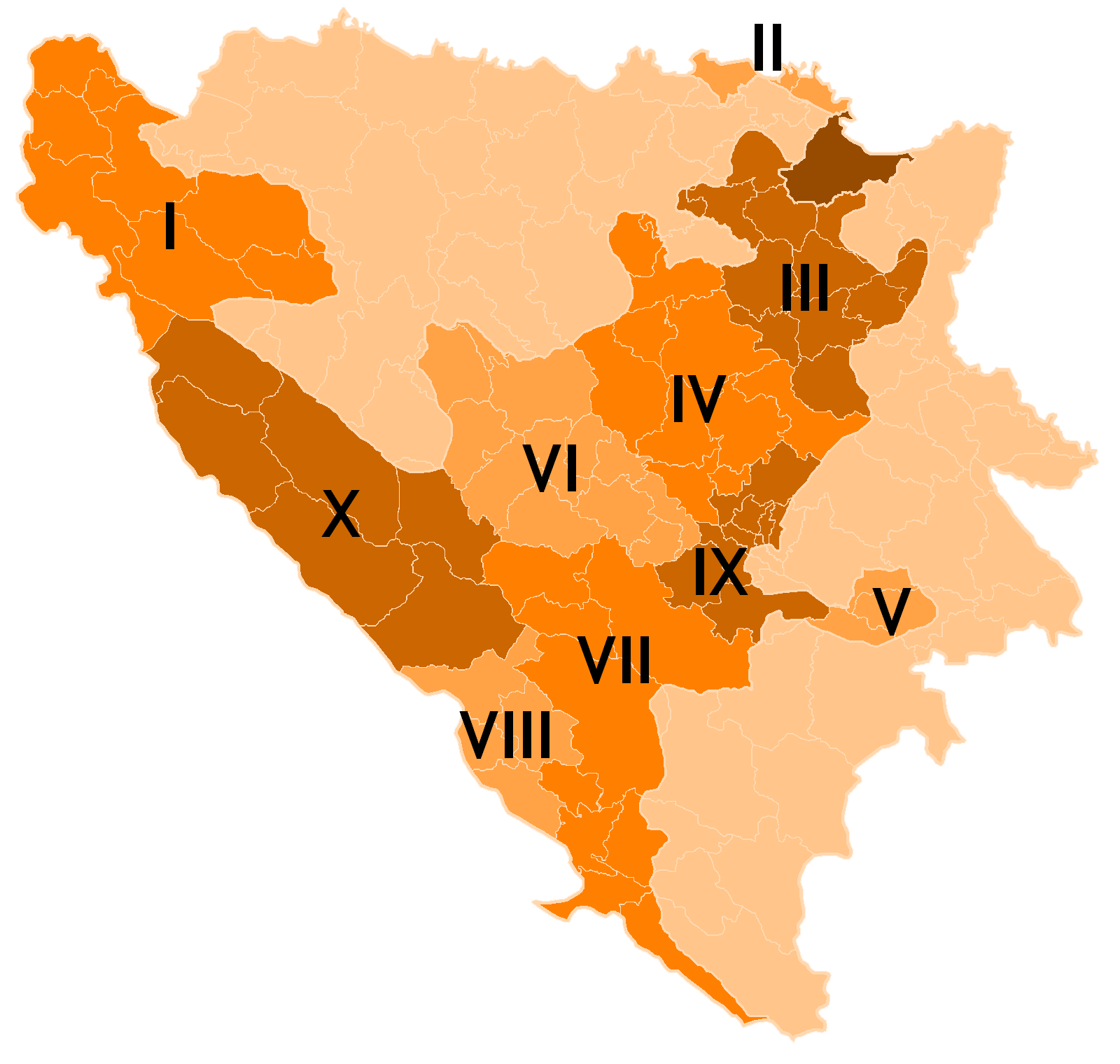
Kantony Federace Bosny a Hercegoviny

Federace Bosny a Hercegoviny se člení na 10 autonomních kantonů. Republika srbská je centralizovaný region.

Unsko-sanský kanton (1) Poměr stran: 1:2
Posavský kanton (2) Poměr stran: 1:2
Tuzlanský kanton (3) Poměr stran: 1:2
Zenicko-dobojský kanton (4) Poměr stran: 1:2
Bosensko-podrinský kanton Goražde (5) Poměr stran: 1:2
Středobosenský kanton (6) Poměr stran: 1:2
Hercegovsko-neretvanský kanton (7) Poměr stran: 3:5
Západohercegovský kanton (8) Poměr stran: 1:2
Kanton Sarajevo (9) Poměr stran: 3:5
Kanton 10 (10)